# آزمون کشش

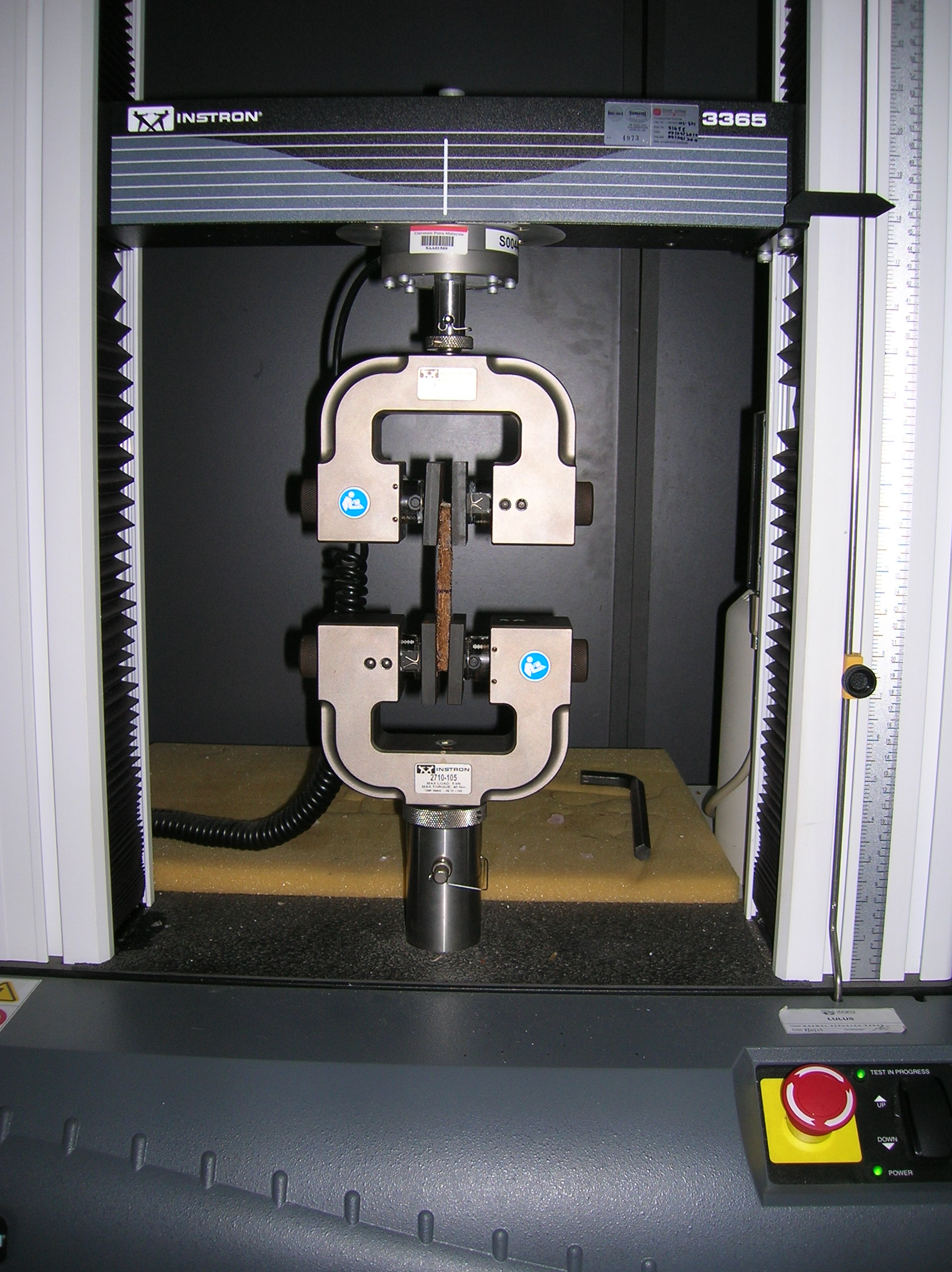
آزمون کشش بر روی یک کامپوزیت. اندازه نمونه استاندارد نیست.

آزمون کشش یکی از آزمون‌های مخرب است که نمونه تحت نیروی کششی تک بعدی تا نقطه شکست قرار می‌گیرد و این درحالیست که ازدیاد طول نیز به‌صورت همزمان با نیروی اعمالی (بار اعمالی) ثبت می‌شود. نتایج حاصل از آزمون به‌طور معمول برای انتخاب یک ماده به منظور کنترل کیفیت و پیش‌بینی اینکه چگونه یک ماده تحت انواع دیگری از نیروها واکنش نشان می‌دهد به کار می‌رود. منحنی تنش-کرنش مهندسی بر اساس مقادیر نیرو اعمالی-ازدیاد طول رسم می‌شود لذا خروجی آزمون یک منحنی تنش/کرنش می‌باشد که نشان دهنده رفتار ماده تحت کشش است. داده‌های بدست آمده در این آزمون برای تعیین خواص مکانیکی ماده استفاده می‌شود و کمیت‌ها زیر بدست می‌آیند:
تنش تسلیم: تنشی که در آن تغییر فرم پلاستیک یا تسلیم شدن اتفاق می‌افتد.
استحکام کششی یا استحکام نهایی کشش :(UTS) ماکزیمم تنش کششی است که نمونه تحمل می‌کند و نسبت نیروی (بار) ماکزیمم به سطح مقطع اولیه نمونه تعریف می‌شود.
داکتیلیتی یا میزان قابلیت تغییر فرم پلاستیک: داکتیلیتی معمولاً تغییر طول است که کرنش شکست یا درصد افزایش طول و کاهش سطح مقطع تعریف می‌شود
مدول الاستیسیته یا مدول یانگ: شیب بخش خطی منحنی تنش-کرنش مدول الاستیسیته می‌باشد. این پارامتر معیاری برای سفتی ماده است که همان مقاومت در برابر تغییر فرم می‌باشد
چقرمگی: میزان توانایی جذب انرژی ماده تا مرحله شکست می‌باشد و آن را برابر با سطح زیر منحنی تنش-کرنش می‌دانند.
آزمون کشش تک محوری برای تعیین خواص مواد همسانگرد به کار می‌رود و برای مواد ناهمسانگرد مانند کامپوزیتها از آزمون دو محوری استفاده می‌شود.
شایع‌ترین آزمایش تست کشش، در هواپیما بر روی ورقه‌های کامپوزیتی ساده است.

## هدف از آزمون کشش
تست‌های کشش به دلایل مختلف انجام می‌شود. نتایج آزمایشها کششی در انتخاب مواد برای برنامه‌های کاربردی مهندسی استفاده می‌شود. خواص کششی اغلب در مشخصهٔ مواد، برای اطمینان از کیفیت قرار خواهد داشت. خواص کششی اغلب در هنگام توسعه مواد و فرآیندهای جدید اندازه‌گیری می‌شوند تا مواد و فرآیندهای مختلف مقایسه شوند. در نهایت، خواص کششی اغلب برای پیش‌بینی رفتار یک ماده تحت انواع نیرو غیر از کشش یکسان استفاده می‌شود.
استحکام مواد اغلب نگرانی اصلی است، استحکام مدنظر ممکن است از لحاظ تنش لازم برای ایجاد تغییر قابل توجه شکل پلاستیک یا حداکثر استرس که ماده می‌تواند در مقابل آن مقاومت کند اندازه‌گیری شود. این اندازه‌گیری‌ها با دقت کافی (در قالب عوامل ایمنی)، در طراحی مهندسی مورد استفاده قرار می‌گیرند. همچنین تمایل به انعطاف‌پذیری مواد، که چقدر می‌توان شکل آن را قبل از شکستگی تغییر داد محاسبه می‌شود. به ندرت شکل‌پذیری به‌طور مستقیم در طراحی گنجانیده شده‌است ولی درعوض، در مشخصها مواد برای اطمینان از کیفیت و سختی قرار داده شده‌است. خواص الاستیک هم ممکن است مورد توجه باشد، اما برای اندازه‌گیری این خواص در آزمایش کششی از تکنیک‌های خاصی استفاده می‌شود و برای اندازه‌گیری دقیق تر می‌توان از طریق تکنیک‌های اولتراسونیک انجام داد.

## چرا تست کشش یا تست تنش را اجرا می‌کنیم؟
با استفاده از تست کشش می‌توان دربارهٔ خواص ماده تا حد زیادی آشنا شد. وقتی به کشیدن قطعه تا زمان شکستن ادامه دهید، به مشخصها کششی خوب و کاملی دست خواهید یافت. منحنی حاصله نمایانگر چگونگی واکنش ماده در برابر نیروهای اعمالی خواهد بود. حداکثر تنش بسیار مهم بوده و معمولاً در نمودار «استحکام نهایی» یا UTS نامیده می‌شود.
در اکثر آزمون‌های کشش مواد، می‌توان مشاهده کرد که در مراحل اولیهٔ آزمون ارتباط بین نیروی اعمالی یا بار وارده و ازدیاد طول نمونه تحت تست، به‌صورت خطی است. در این ناحیه، نمودار از رابطه ای به نام «قانون هوک» تبعیت می‌کند که در آن نسبت تنش به کرنش مقدار ثابت E= σ/e است. E معرف شیب خط در این ناحیه است، که درآن تنش متناسب با کرنش بوده و «مدول الاستیسیته» یا «مدول یانگ» نامیده می‌شود.
مدول الاستیسیته مقیاسی از سفتی ماده است، اما فقط در ناحیهٔ خطی منحنی اعمال می‌گردد.
اگر نمونه ای در این ناحیه خطی تحت بار قرار گیرد، با برداشتن بار ماده دقیقاً به همان شرایط قبل از بارگذاری باز خواهد گشت. در نقطه ای که منحنی دیگر خطی نیست و از خط مستقیم منحرف می‌گردد، قانون هوک دیگر قابل اجرا نبوده و تغییر شکل دائمی در نمونه بوقوع می‌پیوندد. این نقطه «حد الاستیک یا حد تناسب» نامیده می‌شود. از این نقطه به بعد در تست کشش، به هر افزایش بار یا نیرو، ماده واکنش پلاستیکی نشان می‌دهد. در این زمان اگر بار از نمونه برداشته شود، ماده به شرایط اولیه قبل از اعمال فشار باز نخواهد گشت.
مقدار «استحکام تسلیم» ماده عبارت است از تنش وارده که در آن تغییر پلاستیک همچنان که بار اعمال می‌شود در ماده رخ می‌دهد.
برای برخی مواد (به عنوان مثال فلزها و پلاستیک‌ها)، خروج از ناحیه خطی الاستیک به راحتی قابل شناسایی نیست. از این رو، روش آفست، برای تعیین استحکام تسلیم مادهٔ تحت آزمون بکار می‌رود. این روش‌ها در استاندارد ASTM E8 (فلزها) و D632 (پلاستیک‌ها) مورد بحث قرار می‌گیرند. آفست یا آستانه به‌صورت درصدی از تغییر طول مشخص می‌گردد (برای فلزها طبق استاندارد ASTM E8 معمولاً ۰٫۲٪ و برای پلاستیک‌ها ۲٪ مورد استفاده قرار می‌گیرد). تنشی (R) که از نقطه تقاطع (r) منحنی با خط رسم شده منطقه الاستیک خطی (با شیب برابر با مدول الاستیسیته) از آفست "m"، تعیین می‌گردد، استحکام تسلیم به روش آفست را ارائه می‌کند.
منحنی کشش برخی مواد ناحیه خطی تعریف شدهٔ خوبی ندارد. در این موارد، استاندارد ASTM E111 روش‌های جایگزین دیگری در تعیین ضریب الاستیسیته یک ماده به همان خوبی مدول یانگ ارائه می‌کند. این ضرائب جایگزین، مدول متقاطع و مدول مماس هستند.
در زمان آزمون کشش می‌توانید میزان کش آمدگی یا ازدیاد طول نمونهٔ تحت آزمون کشش را بیابید. این مقدار می‌تواند از اندازه‌گیری مطلق میزان تغییر در طول یا اندازه گیریِ نسبی به نام «کرنش» بیان گردد. کرنش به خودی خود می‌تواند به دو طریق مختلف بیان گردد، «کرنش مهندسی» و «کرنش حقیقی». کرنش مهندسی شاید ساده‌ترین و رایج‌ترین اصطلاح برای کرنش باشد که از نسبت تغییر طول به طول اولیه حاصل می‌گردد، e=∆L/L0. کرنش حقیقی مشابه کرنش مهندسی است با این تفاوت که بر اساس طول آنی (لحظه ای) نمونه تحت آزمون تعیین می‌گردد، {\displaystyle \ln(L_{i}/l_{0})}. که در آن Li معرف طول لحظه ایی و L0 بیانگر طول اولیه می‌باشد.
یکی از خواصی که می‌توانید برای مواد تعیین کنید استحکام نهایی (UTS) است. UTS ماکزیمم باری است که نمونه می‌تواند در طول تست تحمل کند. UTS ممکن است با استحکام شکست برابر باشد یا نباشد، و این بستگی دارد که چه نوع ماده ای را مورد آزمون قرار می‌دهید… شکننده، چکش خوار، یا حتی ماده ای که هر دو مشخصه را داراست. گاهی ممکن است که یک ماده زمانیکه در آزمایشگاه تحت تست قرار می‌گیرد چکش خوار باشد، اما زمانیکه از آن استفاده می‌شود و در معرض سرمای شدید قرار می‌گیرد، ممکن است رفتارش به شکننده تغییر یابد.

## نمونه تست کششی
نمونه‌های فلزی مورد استفاده در آزمون استاندارد کشش طوری شکل دهی می‌شوند که شکست، در قسمت مورد نظر طول آن‌ها یعنی در طول گیج، صورت پذیرد و استانداردهای کاملاً مشخصی برای ابعاد آن‌ها تعیین شده‌است. در بعضی موارد، ممکن است نمونه‌های بسیار کوچک به کار روند، ولی این اندازه‌های کوچک در استانداردهای آزمایش گزارش نمی‌شوند و نتیجه آزمایش‌های این نمونه‌های کوچک ممکن است واقعاً بیانگر خواص توده ماده نباشد. برای رسیدن به نتایجی که کاملاً بیانگر خواص ماده باشد، باید کوشش کرد که بارگذاری روی نمونه از نوع محوری خالص باشد. نیرو از طریق گیره نمونه آزمایش، از ماشین آزمایش به ماده منتقل می‌شود. گیره‌های نمونه آزمایش انواع متفاوت دارند؛ ساده‌ترین آن‌ها گیره گوه ای شکل است.
گوه‌ها دارای لقمه‌هایی با سطح مضرس هستند تا در نمونه فرورفته و آن را محکم نگه دارند. گیره‌های گوه ای برای گرفتن هر دو نوع نمونه آزمایش: تخت و گرد، مناسب هستند. یک امتیاز گیره‌های گوه ای این است که هیچ گونه آماده‌سازی برای انتهای نمونه‌های آزمایش لازم نیست، تنها هنگام نصب نمونه‌های تخت دقت در هم راستا کردن آن‌ها ضروری است. گیره‌های گوه ای برای مواد خیلی سخت مناسب نیستند زیرا ممکن است هنگام اعمال نیرو قطعه در گیره بلغزد.
برای پرهیز از این مشکل، از گیره‌های نوع پین دار برای نمونه‌های تخت استفاده می‌کنند؛ در حالی که برای نمونه‌های گرد، یا دو سر آن را رزوه کرده و در گیره پیچ می‌کنند، یا با پیشانی آن را در گیره نگه می‌دارند. نمونه‌های پیشانی دار به فراوانی نمونه‌های دو سر رزوه به کار نمی‌روند زیرا باید از قطعه کلفت‌تر شروع کرده و آن را با ماشین کاری تراشید که در نتیجه هزینه تولید زیاد می‌شود.
انواع نمونه‌های مورد استفاده در تست کشش و نحوه قرارگیری آن‌ها در دستگاه آزمون کشش، در تصاویر زیر نمایش داده شده‌اند.
نمونه کششی، یک نمونه با سطح مقطع استاندارد است که دو بازو و یک گیج (مقطع) در میانه دارد. بازوها بزرگ بوده تا بتوانند به راحتی و به صورت محکم توسط گیره‌ها گرفته شوند، در حالیکه که بخش گیج سطح مقطع کمتری دارد به‌طوری‌که تغییر شکل و شکست در این ناحیه رخ می‌دهد.
بازوهای نمونه کششی می‌توانند به طرق مختلفی برای هاصال‌های متفاوت به دستگاه کشش ساخته شوند. هر سیستم مزایا و معایبی دارد. به عنوان مثال تولید بازوهای طراحی شده برای گیره‌های دندانه دار، ارزان و آسان است اما تراز نمونه به مهارت تکنیسین‌ها بستگی دارد. از سوی دیگر گیره‌های دارای پین، تراز خوبی را تضمین می‌کنند. بازوها و گیره‌های پیچ شده نیز دارای تراز خوبی هستند اما تکنیسین باید بداند که هر بازو می‌بایست به اندازه طولی حداقل یک قطر به داخل گیره‌ها پیچ شود وگرنه رزوه‌ها قبل از شکست نمونه ممکن است صاف و کنده شوند.
در ریخته‌گری‌ها و آهنگری‌های بزرگ، معمولاً مقداری ماده اضافی در نظر گرفته می‌شود تا بتوان با جدا کردن بخش‌های اضافی از آن قطعه نمونه را تهیه کرد. این نمونه‌ها ممکن است دقیقاً نشان دهندهٔ تمام قطعه کار نباشند زیرا که ساختار بلور ممکن است در سراسر آن متفاوت باشد. در قطعه کارهای کوچک‌تر هنگامیکه قسمت‌های حیاتی از ریخته‌گری باید آزمایش شود، یک قطعه کار ممکن است برای ساختن نمونه‌های آزمون قربانی شود.
| [[Image: \|460px\|alt=\|نمونه‌های مختلف بازو برای نمونه‌های آزمایشی. A تا C برای نمونه‌های دایره وار، D و E برای نمونه‌های تخت. A. بازوی رزوه دار به منظور استفاده در گیره رزوه ای B. بازوی مدور به منظور استفاده در گوه دندانه دار C. یک بازو با انتهای پهن (butt end) به همراه بست نگهدارنده D. بازوی تخت به همراه گوه دندانه دار E. بازوی تخت به همراه سوراخ برای استفاده در گیره پین دار]] |  |                     |
| نمونه‌های مختلف بازو برای نمونه‌های آزمایشی. A تا C برای نمونه‌های دایره وار، D و E برای نمونه‌های تخت. A. بازوی رزوه دار به منظور استفاده در گیره رزوه ای B. بازوی مدور به منظور استفاده در گوه دندانه دار C. یک بازو با انتهای پهن (butt end) به همراه بست نگهدارنده D. بازوی تخت به همراه گوه دندانه دار E. بازوی تخت به همراه سوراخ برای استفاده در گیره پین دار                           |  | نامگذاری قطعه نمونه |

قابلیت تکرارپذیری یک ماشین آزمون می‌تواند با استفاده از نمونه‌های آزمایشی که با دقت بسیار زیاد ساخته شده‌اند مسیر شود.
یک نمونه استاندارد بسته به نوع آزمایش، به صورت گرد یا مربع در امتداد قسمت گیج است. هر دو انتهای نمونه باید طول و شرایط سطحی یکسانی را همانند وقتی که آن‌ها در طی آزمون به‌طور محکم گیره شده بودند دارا باشند. طول اولیه گیج (Lo) استاندارد شده‌است (در بسیاری از کشورها) و بسته به اندازه قطر (Do) یا سطح مقطعی (Ao) تغییر می‌کند که هر کدام در برخی از کشورها به صورت زیر استفاده می‌شود:
| نوع نمونه        | ایالات متحده (ای‌اس‌تی‌ام) | بریتانیا | آلمان |
| ---------------- | ----------------------- | -------- | ----- |
| تخت (Lo / √Ao)   | ۴٫۵                     | ۵٫۶۵     | ۱۱٫۳  |
| میله‌ای (Lo / Do) | ۴٫۰                     | ۵٫۰۰     | ۱۰٫۰  |

## اندازه‌گیری نیروی وارد بر نمونه
نیروی وارد بر نمونه را می‌توان به چند روش اندازه گرفت. قدیمی‌ترین روش که بسیار دقیق است از یک سیستم شامل یک اهرم مکانیکی با وزنه متحرک استفاده می‌کند. مهم‌ترین مشکل سیستم اهرمی این است که ماشین مربوطه حجیم بوده و فضای زیادی را اشغال می‌کند. این امر خصوصاً در مورد ماشین‌های با ظرفیت بالاتر، بیشتر است.
در بعضی انواع ماشین‌ها که بار به روش هیدرولیکی اعمال می‌شود، برای اندازه‌گیری نیروی وارد بر نمونه، از یک دستگاه هیدرولیکی استفاده می‌شود. در این روش، فشار فزاینده روغن در اثر ازدیاد نیروی وارد بر نمونه، پیستون درون یک استوانه کوچک فشار مدرج را، به اهرم آونگی وزنه دار فشار می‌دهد و آونگ را از وضعیت قائم دور می‌کند. هر چه نیرو و در نتیجه فشار روغن بیشتر شود، آونگ بیشتر از وضعیت قائم دور می‌شود. حرکت آونگ موجب چرخش یک عقربه روی صفحه مدرج می‌شود. این سیستم نیز قابلیت اندازه‌گیری دقیق دارد.
سومین سیستم اندازه‌گیری نیرو با استفاده از تغییر شکل یک فنر است. از این اصل در ماشین آزمایش کشش رومیزی کوچک مدل مونسانتو استفاده می‌شود که در آن تغییر شکل الاستیک یک تیغه فولادی تحت بار، موجب حرکت پیستون در یک سیلندر محتوی جیوه می‌شود. در نتیجه، جیوه با فشار وارد لولهٔ شیشه ای نصب شده در کنار یک خط‌کش مدرج می‌گردد.
چهارمین روش، اندازه‌گیری نیرو با استفاده از سلول نیرو است. سلول نیرو ممکن است یک ترانسدیوسر با یک قطعه مجهز به کرنش سنج برقی (قطعه ای از ماده که به دقت با کرنش سنج‌های حساس پر شده‌است) باشد. اعمال نیرو یک سیگنال برقی خروجی از سلول تولید می‌کند که پس از تقویت یا به صورت یک عدد نمایش داده می‌شود، یا توسط یک رسام ثبت می‌شود.

## اندازه‌گیری کرنش نمونه
بسیاری از ماشین‌های آزمایش مجهز به دستگاه‌های رسام هستند و منحنی نیرو – تغییر شکل نمونه آزمایش را رسم می‌کند. البته با منحنی‌های ترسیم شده باید با احتیاط کار کرد. به عنوان مثال، در آزمایش کشش در حالی که منحنی رسم شده شکل نمودار نیرو -تغییر شکل ماده، و هم چنین اندازه‌های دقیق نیرو را نشان می‌دهد، مقادیر نمایش داده شده روی محور تغییر شکل، تغییر فاصله بین محل‌های اتصال نمونه آزمایش به دستگاه است و نه ازدیاد فاصله نقاط مربوط به طول مورد آزمون نمونه. بعضی از نسل‌های جدید ماشین‌های آزمایش، به یک ریز کامپیوتر متصل هستند که پس از پایان آزمایش، نتایج به‌طور کامل با جدول یا به‌طور ترسیمی و در صورت نیاز، در مقایسه با نتایج قبلی چاپ می‌شود.
اندازه‌گیری دقیق تغییرات ابعاد نمونه آزمایش (و در نتیجه کرنش) معمولاً از طریق اتصال یک وسیله اندازه‌گیری دقیق روی خود نمونه صورت می‌گیرد. وسایل اندازه‌گیری کرنش طولی، ازدیاد طول سنج (یا اکستنسیومتر) و وسایل اندازه‌گیری کرنش در آزمایش پیچش، پیچش سنج (یا تورشن متر) نام دارند. یکی از متداول‌ترین اکستنسیومترها، نوع لیندلی است. این وسیله در عین استحکام، حساس است. اکستنسیومتر لیندلی با سفت کردن دو گیره پیچی، که به فاصله ۵۰ میلی‌متر از یکدیگر قرار گرفته‌اند، روی نمونه آزمایش وصل می‌شود. هنگامی که نیرو به نمونه وارد شده و کرنش به وجود می‌آید، حرکت نسبی گیره‌ها از طریق اهرم به یک صفحه مدرج منتقل می‌شود. این صفحه در فاصله‌های متناظر به ازدیاد طول ۰٫۰۰۱ میلی‌متر مدرج شده و حداکثر ازدیاد طول قابل اندازه‌گیری ۲٫۵ میلیمتر است. نوع دیگر اکستنسومتر که بر اساس اصول مکانیکی کار می‌کند، اکستنسیومتر مونسانتو هونز فیلد است. در این وسیله، حرکت نسبی کوچک بین نقاط اتصال موجب باز شدن یک جفت تماس یابنده برقی می‌شود. با چرخاندن یک پیچ مدرج می‌توان مجدداً تماس یابنده را بست که در این صورت یک چراغ کوچک روشن می‌شود. با استفاده از این دستگاه می‌توان ازدیاد طول‌های تا ۰٫۰۱ میلیمتر را خواند، ولی برای هر بار خواندن ازدیاد طول سنج، باید نیرو ثابت نگاه داشته شود. این دستگاه نیز بر اساس سنجه ۵۰ میلی‌متری کار می‌کند. اکستنسیومترهای الکترونیکی در ماشین‌های آزمایش نسل جدید به کار می‌روند و ازدیاد طول به صورت دیجیتالی توسط یک نمایشگر داده می‌شود. بعضی از اکستنسیومرهای بر اساس نور کار می‌کنند. اکستنسیومتر مارتن از این گونه است. تغییر طول LCD یا LED سنجه سنجه طول موجب حرکت زاویه ای آینه می‌شود. با استفاده از یک تلسکوپ، صفحه مدرج از درون آینه مشاهده می‌شود. راه دیگر، انداختن یک نقطه نورانی از طریق آینه روی صفحه مدرج است. اکستنسیومترهای نوری، بسیار حساس هستند و معمولاً برای اندازه‌گیری کرنش‌های کم در آزمایش‌های خزش دراز مدت به کار می‌روند.
یک وسیله دیگر برای اندازه‌گیری کرنش، کرنش سنج مقاومتی برقی است. مقاومت ویژه برخی رساناها به تغییرات کرنش الاستیک، بسیار حساس است. یک کرنش سنج مقاومتی شامل یک سیم بسیار ظریف است که به شکل زیگزاگ بین دو صفحه مقاوم به رطوبت، نصب شده‌است. کرنش سنج را محکم روی سطح نمونه آزمایش چسبانده و دو سر سیم آن را به یک شبکه پل وصل می‌کنند تا بتوانند تغییرات مقاومت آن را اندازه‌گیری کنند.

## تجهیزات

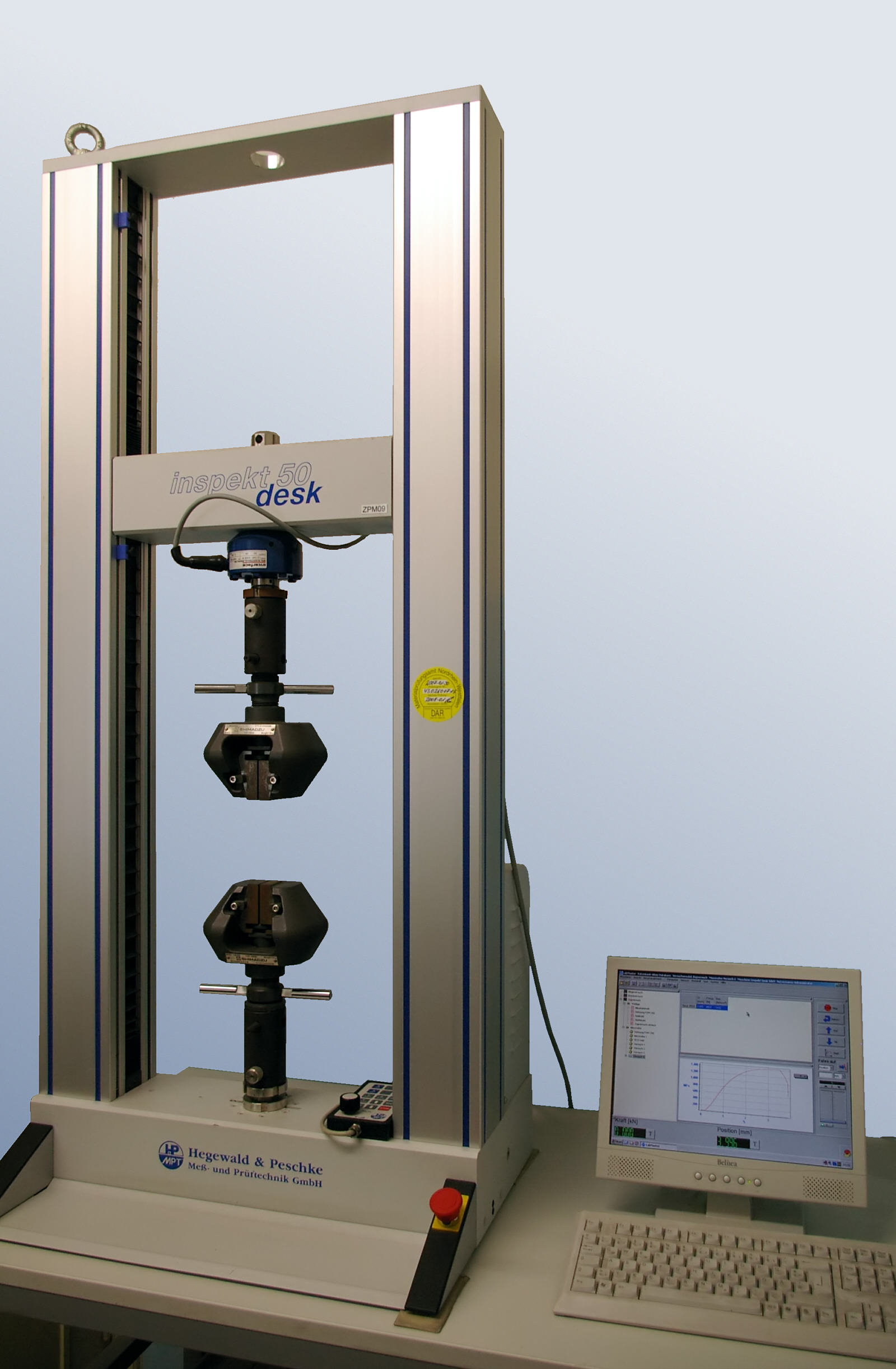
دستگاه استاندارد یونیورسال یا همه منظوره

رایج‌ترین دستگاه تست مورد استفاده در آزمون کشش از نوع یونیورسال یا همه منظوره است. این نوع دستگاه دارای دو بلوکه ثابت است که یکی برای طول نمونه تنظیم می‌شود و دیگری برای اعمال نیرو ساخته شده‌است که در دو نوع هیدرولیکی و الکترومغناطیسی وجود دارند. عملکرد اصلی این تست‌ها ایجاد منحنی تنش-کرنش است.
دستگاه باید قابلیت‌های مناسب را برای نمونه در حال آزمایش داشته باشد. ۳ پارامتر اصلی وجود دارد: ظرفیت فشار، سرعت و دقت. ظرفیت فشار به این حقیقت اشاره دارد که دستگاه باید قادر به تولید نیروی کافی برای شکست نمونه باشد. این نیرو باید به اندازه کافی سریع یا آرام باشد تا بتواند شرایط حقیقی را شبیه‌سازی کند. برای مثال یک دستگاه بزرگ که برای اندازه‌گیری کشش‌های طویل طراحی شده ممکن است با یک مادهٔ شکننده که کشش‌های کوتاه قبل از شکستن را تجربه کرده کار نکند.
اندازه‌گیری کرنش معمولاً با یک کشش سنج انجام می‌شود اما کرنش سنج اغلب در آزمون نمونه‌های کوچک یا هنگامیکه نسبت پواسون مشخص باشد نیز استفاده می‌شود. دستگاه‌های جدیدتر زمان و نیرو سنج دیجیتال و سیستم‌های اندازه‌گیری کشش که شامل سنسورهای الکترونیکی متصل شده به دستگاه جمع‌آوری داده (اغلب کامپیوتر) و نرم‌افزار که برای ویرایش و خروجی داده‌است را دارا می‌باشند.
ماشین‌های الکترومکانیکی (الکترومغناطیسی) بر اساس یک موتور الکتریکی با سرعت متغیر؛ یک سیستم کاهش دنده؛ و یک، دو یا چهار پیچ که حرکت رو به بالا یا پایین را هدایت می‌کنند، ساخته شده‌اند. سرعت حرکت ماشین را می‌توان با تغییر سرعت موتور تغییر داد.
ماشین‌های هیدرولیکی بر اساس یک پیستون تک یا دوگانه عمل می‌کنند که حرکت رو به بالا یا پایین را انجام می‌دهد. با این حال، اکثر ماشین آلات هیدرولیک استاتیک یک پیستون یا یک تلمبه تک کاره دارند. در یک دستگاه دستی، اپراتور، سوراخ سوپاپ سوزنی تنظیم کننده فشار را برای کنترل میزان بارگذاری (نیرو) تنظیم می‌کند. در یک سیستم هیدرولیکی بسته، سوپاپ سوزنی با یک شیر الکتریکی برای کنترل دقیق جایگزین می‌شود. به‌طور کلی، دستگاه‌های الکترومکانیکی دارای سرعت و دامنه حرکت بیشتری نسبت به دستگاه‌های هیدرولیکی هستند. همچنین دستگاه‌های هیدرولیکی برای تولید نیروهای بیشتر هزینه بالاتری می‌برند.

## روند آزمون

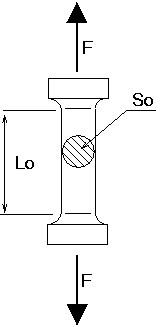
نمونه کشش

بعد از قرار دادن نمونه در دستگاه، نیروی کششی به نمونه اعمال می‌شود تا زمانی که شکست رخ دهد. نیروی لازم برای ایجاد ازدیاد طول گزارش می‌شود و منحنی نیرو-ازدیاد طول، ترسیم می‌شود. با انجام محاسبات لازم، به شرح ذیل، منحنی تنش-کرنش مهندسی از این منحنی اولیه استخراج می‌شود.
{\displaystyle \sigma =P/A_{0}}
{\displaystyle e=\Delta L/L_{0}}
در این روابط {\displaystyle \sigma }، تنش مهندسی است که حاصل تقسیم نیرو بر سطح مقطع اولیه است و e کرنش مهندسی است و حاصل تقسیم ازدیاد طول بر طول اولیه گیج (gage length)، است. تنش و کرنش مهندسی مستقل از هندسه و شکل قطعه هستند.
منطقه کشسان یا الاستیک: بخش خطی منحنی، از ابتدا تا نقطه تسلیم (yielding point) که تغییر شکل به صورت الاستیک است، منطقه الاستیک نامیده می‌شود. در این منطقه تنش و کرنش رابطه خطی دارند و قانون هوک به شرح ذیل برقرار است:
{\displaystyle E=\sigma /e}
ثابت E در رابطه فوق، مدول الاستیک یا مدول یانگ، نامیده می‌شود و برای هر ماده ای مقدار معینی دارد.
منطقه مومسان یا پلاستیک: این منطقه بعد از نقطه تسلیم شروع می‌شود. نقطه تسلیم آغاز شروع تغییر شکل موسان نمونه است. تغییر شکل مومسان به صورت ثابت تا نقطه اوج منحنی {\displaystyle \sigma _{UTS}} یا همان استحکام کششی، ادامه دارد. در {\displaystyle \sigma _{UTS}} فرایند گلویی شدن نمونه، شروع می‌شود. {\displaystyle \sigma _{UTS}} مطابق فرمول ذیل محاسبه می‌شود:
{\displaystyle \sigma _{UTS}=P_{Max}/A_{0}}
از آنجا که محاسبه استحکام کششی ساده است و یک پارامتر کاملاً تکثیر پذیر (reproducible) است، لذا پارامتر مفیدی برای تعیین ویژگی‌های مواد و کنترل کیفی محصول است. روابط تجربی ارزشمندی بین استحکام کششی و خواصی مانند سختی و استحکام خستگی وجود دارد که اغلب مفید هستند. برای مواد ترد و شکننده (brittle) نیز، استحکام کششی یک معیار معتبر در طراحی محسوب می‌شود.
استحکام تسلیم: فرایند تسلیم شدن، شروع اولین تغییر شکل مومسان نمونه است و سطح تنشی که این تسلیم در آن آغاز می‌شود، استحکام تسلیم نامیده می‌شود که یک پارامتر مهم در طراحی است. برای بیشتر مواد، یک انتقال تدریجی از رفتار الاستیک به رفتار پلاستیک مشاهده می‌شود، لذا تعیین نقطه ای که این انتقال صورت می‌گیرد مشکل است.
معیارهای مختلفی برای تعیین نقطه تسلیم استفاده می‌شوند که به عواملی مثل دقت اندازه‌گیری کرنش و استفاده مفهومی از داده‌ها، بستگی دارند. روش کرنش افست (۲٪ offset strain)، یک روش مرسوم برای اندازه‌گیری استحکام تسلیم است. برای تعیین آن از نقطه ۰٫۲٪ روی محور افقی، خطی موازی ناحیه خطی نمودار رسم شده و محل تقاطع این خط با منحنی تنش-کرنش، به عنوان نقطه تسلیم تعیین می‌شود.
داکتیلیته:درجه ای از تغییر شکل مومسان، که یک ماده می‌تواند تا قبل از شکست نشان دهد، داکتیلیته نامیده می‌شود. ماده ای که تغییر شکل موسان اندکی نشان دهد یا قبل از شکست هیچ گونه تغییر شکل موسانی نداشته باشد، ترد یا شکننده عنوان می‌شود. درصد ازدیاد طول و کاهش سطح مقطع هم نمادی از داکتیلیته هستند که ذیلاً روابط مربوطه آورده می‌شود:
{\displaystyle Z=\%EL=[(L_{f}-L_{0})/L_{0}]\times 100}
{\displaystyle q=\%RA=[(A_{0}-A_{f})/A_{0}]\times 100}
در این روابط z و q به ترتیب، درصد ازدیاد طول و درصد کاهش سطح مقطع را نشان می‌دهند.
جهندگی: ظرفیت ماده برای جذب انرژی در منطقه الاستیک، جهندگی نامیده می‌شود.
چقرمگی: توانایی ماده در پذیرش تغییر شکل موسان و جذب انرژی تا قبل از شکست، چقرمگی نامیده می‌شود. سطح زیر منحنی تنش-کرنش، تا نقطه استحکام کششی نشان دهنده چقرمگی ماده است. شکل زیر چقرمگی سه گروه فولاد کربنی را نشان می‌دهد.
ضریب پواسان: نسبت تغییر اندازه جانبی (کرنش عرضی) به تغییر اندازه محوری (کرنش طولی)، ضریب پواسان نامیده می‌شود. از آنجا که در بیشتر مواد مهندسی، کرنش عرضی و طولی مختلف العلامت هستند، فرمول با علامت منفی ارائه شده‌است تا مقدار حاصله مثبت گردد.
{\displaystyle V=-(\Delta d/d_{0})/(\Delta l/l_{0})}

## استانداردها
فلزات[۵]
ASTM E8/E8M روش آزمون استاندارد برای تشت کشش مواد فلزی
ASTM A 48/A 48M استاندارد مشخصات چدنهای خاکستری
ASTM A 536 استاندارد مشخصات چدنهای نشکن
ISO 6892 تست کشش مصالح فلزی در دمای محیط
JIS Z2241 روش آزمون کشش برای مواد فلزی
مواد انعطاف‌پذیر [۵]
ASTM D638 روش آزمون استاندارد کشش برای ورقه‌های پلاستیکی
ASTM D828 روش آزمون استاندارد برای خواص کششی کاغذ و مقوا استفاده شده در دستگاه با نرخ کشیدگی ثابت
ASTM D882 روش آزمون استاندارد کشش برای ورقه‌های نازک پلاستیکی
ISO 37 روش آزمون برای لاستیک، جوش زده شده توسط ترموپلاستیک – تعیین خواص کششی تنش- کرنش
کامپوزیت‌ها FRP
ASTM D3039/D3039M روش آزمون استاندارد کشش برای مواد کامپوزیت ماتریکس پلیمر
ASTM D7205/D7205M روش آزمون استاندارد کشش برای میله کامپوزیت ماتریکس پلیمر تقویت شده با فیبر
(ASTM D3916-08(2016 روش آزمون استاندارد کشش برای پودر شیشه ای تقویت شده با فایبر گلاس پلاستیکی
الیاف شیشه[۵]
A2343 روش آزمون استاندارد کشش برای الیاف فیبر شیشه ای، نخ و راینینگ مورد استفاده در پلاستیک‌های تقویت شده